# Meridià 72 a l'est
El meridià 72 a l'est de Greenwich és una línia de longitud que s'estén des del pol Nord travessant l'oceà Àrtic, Àsia, l'oceà Índic, l'oceà Antàrtic i l'Antàrtida fins al pol Sud.
El meridià 72 a l'est forma un cercle màxim amb el meridià 108 a l'oest. Com tots els altres meridians, la seva longitud correspon a una semicircumferència terrestre, uns 20.003,932 km. Al nivell de l'Equador, és a una distància del meridià de Greenwich de 8.015 km.

## De Pol a Pol
Començant en el pol Nord i dirigint-se cap al pol Sud, aquest meridià travessa:
| Coordenades                             | País, territori o mar | Notes |
| --------------------------------------- | --------------------- | --- |
| 90° 0′ N, 72° 0′ E / 90.000°N,72.000°E  | Oceà Àrtic            | |
| 81° 6′ N, 72° 0′ E / 81.100°N,72.000°E  | Mar de Kara           | |
| 72° 48′ N, 72° 0′ E / 72.800°N,72.000°E | Rússia                | Península de Iamal |
| 71° 33′ N, 72° 0′ E / 71.550°N,72.000°E | Golf de l'Obi         | |
| 71° 21′ N, 72° 0′ E / 71.350°N,72.000°E | Rússia                | Península de Iamal |
| 66° 14′ N, 72° 0′ E / 66.233°N,72.000°E | Rússia                | |
| 54° 14′ N, 72° 0′ E / 54.233°N,72.000°E | Kazakhstan            | |
| 42° 47′ N, 72° 0′ E / 42.783°N,72.000°E | Kirguizstan           | |
| 41° 10′ N, 72° 0′ E / 41.167°N,72.000°E | Uzbekistan            | |
| 40° 20′ N, 72° 0′ E / 40.333°N,72.000°E | Kirguizstan           | |
| 39° 21′ N, 72° 0′ E / 39.350°N,72.000°E | Tadjikistan           | |
| 36° 48′ N, 72° 0′ E / 36.800°N,72.000°E | Afganistan            | |
| 36° 34′ N, 72° 0′ E / 36.567°N,72.000°E | Pakistan              | Khyber Pakhtunkhwa Punjab |
| 28° 12′ N, 72° 0′ E / 28.200°N,72.000°E | Índia                 | Rajasthan Gujarat |
| 21° 8′ N, 72° 0′ E / 21.133°N,72.000°E  | Oceà Índic            | Passa a l'est de Cherbaniani Reef, Lakshadweep, Índia · Passa a l'est de Byramgore Reef, Lakshadweep, Índia · passa a l'oest de l'atol Bitra, Lakshadweep, Índia · passa a l'oest de l'atol Perumal Par, Lakshadweep, Índia · passa a l'oest de l'illa Agatti, Lakshadweep, Índia · Passa a l'est de Peros Banhos, Territori Britànic de l'Oceà Índic |
| 60° 0′ S, 72° 0′ E / 60.000°S,72.000°E  | Oceà Antàrtic         | |
| 68° 25′ S, 72° 0′ E / 68.417°S,72.000°E | Antàrtida             | Territori Antàrtic Australià, reclamada per Austràlia |